# Live in Bologna
Live in Bologna è un album live di Lou Donaldson, pubblicato dalla Timeless Records nel 1984. Il disco fu registrato dal vivo nel gennaio del 1984 a Bologna (Italia).

## Tracce
1. Stella by Starlight – 9:26 (Ned Washington, Victor Young)
2. Groovin' High – 8:30 (Dizzy Gillespie)
3. Summertime – 9:05 (George Gershwin, Ira Gershwin, DuBose Heyward)
4. Lou's Blues – 9:21 (Lou Donaldson)
5. St. Thomas – 6:11 (Sonny Rollins)
6. Star Eyes – 11:45 (Gene DePaul, Don Raye)

## Musicisti
Lou Donaldson Quartet
- Lou Donaldson  - sassofono alto
- Herman Foster  - pianoforte
- Geoff Fuller  - basso
- Victor Jones  - batteria